# Histoire des femmes dans l'enseignement public français

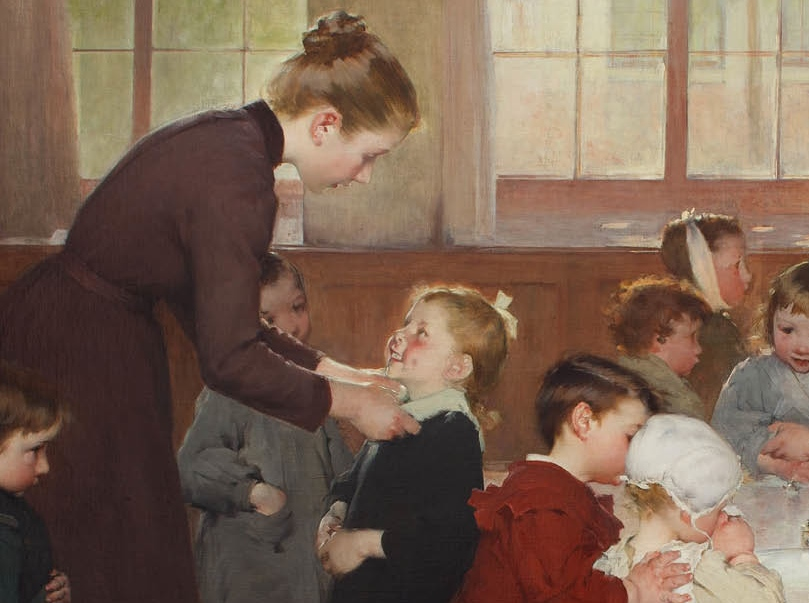
Dans l'école, peinture de Jean Geoffroy, vers 1900.

 (novembre 2024).
Si vous disposez d'ouvrages ou d'articles de référence ou si vous connaissez des sites web de qualité traitant du thème abordé ici, merci de compléter l'article en donnant les références utiles à sa vérifiabilité et en les liant à la section « Notes et références ».
 (décembre 2010).
Cet article traite de l'histoire des femmes dans l'enseignement public français à partir de la Deuxième République. Au XIXe siècle et au début du XXe siècle, elle est fortement liée à l'histoire de l'éducation des filles en France — et plus généralement à l'histoire de l'éducation en France —, le système scolaire français étant alors globalement non-mixte en termes de sexe des élèves et les enseignants des classes devant être du même sexe que leurs élèves.
Progressivement, au cours du XIXe siècle, naissent les écoles publiques pour filles, aux niveaux d'enseignement primaire et secondaire. L'évolution de la formation des enseignantes va de pair avec l'évolution de l'enseignement pour les filles. Ainsi, à partir de 1879, chaque département doit avoir une école normale primaire de filles en vue de former les futures institutrices. En ce qui concerne les élèves, après des débats concernant la co-éducation (en termes de sexe) à la fin du XIXe siècle et au début du XXe siècle, un changement important intervient dans les années 1970 quand la mixité scolaire en termes de sexe devient la règle à tous les niveaux scolaires.

## Émancipation des femmes dans le système éducatif français

### Des années de débat

#### La Deuxième République (1848-1852)
Durant la Seconde République, Alfred de Falloux fait voter le 15 mars 1850, une loi qui impose une école de filles dans chaque commune de plus de 800 habitants. Elle autorise les institutrices congrégationnistes à enseigner avec une simple lettre d'obédience alors que les institutrices laïques doivent être munies d'un certificat de capacité.

#### Le Second Empire (1852-1870)
Pendant le second empire Second Empire, Victor Duruy avec la loi du 10 avril 1867, favorise l'accès à l'enseignement primaire des filles en obligeant les communes de plus de 500 habitants à créer une école de filles. Il met en place des Cours secondaires de jeunes filles.
Quelques mois avant le début de la guerre franco-allemande de 1870, Jules Ferry, alors député républicain, déclare lors d'une conférence : 

« Réclamer l'égalité d'éducation pour toutes les classes, ce n'est faire que la moitié de l'œuvre, que la moitié du nécessaire, que la moitié de ce qui est dû ; cette égalité, je la réclame, je la revendique pour les deux sexes… La difficulté, l'obstacle ici n'est pas dans la dépense, il est dans les mœurs. »

En 1870 pendant le siège de Paris ; les maires de Paris, François Arago puis Jules Ferry réunissent une commission mixte de l'enseignement. Cette commission examine entre autres les questions de gratuité, et les réformes à apporter à l’enseignement primaire et secondaire des filles et des garçons. À cette commission siègent les deux premières femmes bachelières de France, Julie-Victoire Daubié et Emma Chenu. Les travaux de cette commission ont été publiés sous le titre : Rapport présenté au nom de la commission des dames : suivi d'un appendice par Fanny Ch. Delon en 1871.

#### La Commune de Paris (1871)
Durant les deux mois qu'a duré la Commune de Paris, des institutrices réunissent à leur tour une commission de l'enseignement et en mars 1871 réclament une nouvelle pédagogie pour les enfants des classes populaires et proposent un enseignement laïc permettant de chasser les congrégationistes, ceci en mettant en avant les devises de la République.

#### La Troisième République (1870-1940)
En 1873, l'adjoint au maire délégué à l'Instruction publique nomme Jeanne Desparmet-Ruello, jusque-là enseignante dans le cours privée de sa sœur Julie Ruello, directrice de l'École supérieure de jeunes filles de Bordeaux. Elle reste huit ans à la tête de cet établissement, le premier établissement de ce type en France.
Sous la Troisième République, Léon Richer organise le premier Congrès international des femmes à Paris en 1878 ; quelques mois après ce congrès, Jules Grévy succède à Mac-Mahon à la présidence du pays et entraîne le grand changement. Les républicains entrant au pouvoir votent les libertés publiques et s’engagent dans une politique anticléricale.
La loi dite loi Paul Bert votée le 9 août 1879, oblige les départements à disposer d'une école normale primaire de filles pour former les élèves-institutrices.
Le 29 mars 1880, le ministre de l'Instruction publique Jules Ferry, républicain athée et franc-maçon issu d'une riche famille de libres penseurs de Saint-Dié, prend deux décrets par lesquels il ordonne aux Jésuites de quitter l'enseignement dans les trois mois et, de même, ordonne aux enseignants des congrégations catholiques de se mettre en règle avec la loi ou de quitter l'enseignement.
Jules Ferry, ministre de l'Instruction publique en 1879 et président du Conseil l’année suivante, engage la bataille contre les congréganistes pour sortir les jeunes filles de l’emprise de l'Église.
En 1881, il nomme Jeanne Desparmet-Ruello directrice du premier lycée de jeunes filles de France, à Montpellier. Un an plus tard, n'ayant plus la confiance du conseil municipal et faisant face à une diminution des effectifs parmi ses élèves, Jeanne Desparmet-Ruello quitte Montpellier pour Lyon, où elle prend la direction d'un nouveau lycée de jeunes filles. En 1902, près de dix-huit ans après que Jeanne Desparmet-Ruello a commencé à alerter quant au fait qu'il fallait agrandir les locaux, un nouveau lycée, plus grand, ouvre : le lycée Edgar-Quinet (aujourd'hui le lycée Édouard-Herriot).
Si ce n'est qu'en 1861 que la première femme, Julie-Victoire Daubié, est admise à l'université en France, l’accès des femmes aux études universitaires en France s'élargit à partir de 1880, et avant 1914 la proportion de femmes parmi les étudiants se rapproche des 10 %. Les universités françaises à connaître une forte affluence d’étudiantes avant 1914 sont celles de Paris, Montpellier, Nancy et Grenoble. Avant la Grande Guerre, la France est le deuxième pays au monde pour le nombre d’étudiantes, devancée seulement par la Suisse, qui pratiqua la mixité universitaire dès 1867, et où les femmes représentaient près de 25 % des inscriptions dès le début du XXe siècle.

#### Les années 1960-1970
La Première Guerre mondiale met fin au conflit religieux et à la lutte laïque des institutrices françaises. Après avoir remplacé les hommes pendant la durée de la guerre, elles obtiennent en 1919 le même salaire que les instituteurs ; mais il faudra attendre les années 1960 pour que leur combat-phare, la mixité scolaire, soit gagné dans la législation.
L’émancipation des femmes dans le système éducatif français s’élargit à l’aube des années 1960 ; en effet 30 % des étudiants en droit et en science sont des femmes ; un quart étudie la médecine ; 50 % des étudiants en pharmacie sont des étudiantes. Le taux de féminisation dans des disciplines féminisées atteint de fortes proportions dans les disciplines habituellement masculines.
La crise de mai 68, qui traduit pour une part le décalage entre le système d’enseignement supérieur et les aspirations des étudiants, entraîne une réforme de l’université, introduite par la loi Faure, qui tente de promouvoir les principes d’autonomie et de participation. De plus, en 1975, la loi Haby institue pour les élèves un tronc commun de formation de l’école primaire jusqu’à la sortie du collège. L’accès d’un plus grand nombre d’élèves au baccalauréat entraîne aussi une progression croissante des effectifs de l’enseignement supérieur.

### Des bancs de l’école aux pupitres de classe

#### Le projet républicain: Les réformes de 1881 1882
Au XVIIIe siècle, l’idée de séparer l’éducation des filles de celle des garçons et de leur proposer un enseignement différent est abordée dans une abondante littérature pédagogique.
Sous la Révolution française, Condorcet défend déjà une éducation commune aux deux sexes. La séparation dans l’éducation pose des questions morales et religieuses qui ne permettent pas d’arracher les jeunes filles à l’influence de l’Église. Mais pendant les années 1880, les républicains instaurent un enseignement laïque et public ; l'instruction devient obligatoire de 6 à 13 ans et l'école publique est gratuite. Ces mesures viennent en réaction aux excès de la loi Falloux, votée sous la IIe République, qui accordait aux congrégations religieuses une liberté totale d'enseignement.
Des mesures législatives sont prises pour ne pas placer les femmes sur un pied d'égalité avec les hommes[précision nécessaire]. Les grandes réformes de 1881 transforment l’école normale[précision nécessaire], et c’est sous l’impulsion de Jules Ferry qu’on assiste à une accélération des réformes en France. Le décret du 29 juillet 1881 appliqué par la circulaire Jules Ferry du 18 octobre, évoque l’organisation des écoles normales, ainsi que les arrêtés du 3 août concernant entre autres le programme d’études, les matières enseignées, l’emploi du temps. Les décrets relatifs à la gestion administrative et comptable des établissements semblent être la clé de voûte de la politique scolaire du gouvernement républicain.
Le théologien Félix Pécaut écrit Études au jour sur l’éducation nationale le 23 avril 1879 ; Jules Ferry nomme cet ancien pasteur comme inspecteur général de Fontenay-aux-Roses[précision nécessaire] en 1880. Lorsque sont entreprises les réformes de 1881, son avis est prépondérant car cet homme a su pointer du doigt les problèmes de l’enseignement primaire : sa médiocrité ainsi que l’insuffisance des formations pédagogiques. C’est ce qui constitue donc la réforme de 1881, en France mais surtout en Allemagne. Ces réformes de 1881 sont donc la base du projet républicain.
La loi du 16 juin 1881 sur la gratuité de l’école libère celles-ci de la pression des Conseils généraux et soulage les bourses départementales ; de plus, cela donne plus d’autonomie aux recteurs qui contrôlent désormais les établissements de l’État, président à la commission de surveillance et font les budgets. Ils disposent de moyens d’actions importants sur les professeurs et peuvent limiter les abus de pouvoir des directeurs.
C’est en 1882 qu’est créé un concours spécial d’aptitude à l’enseignement secondaire dans les lycées et collèges de jeunes filles ; il donne droit au titre de chargé de cours dans les lycées et de professeur dans les collèges.
Ce sont les futurs maîtres qui ont le plus gagné de ces réformes ; en effet cela leur a permis une réelle reconnaissance de leur statut et dans leur travail, de plus, ils bénéficient d’une liberté plus importante (sur recommandations de Félix Pécaut). L’essentiel de la réforme est de pouvoir former des professeurs pour les qualités intellectuelles. Ce projet républicain marque la capacité à transmettre ses connaissances, faire réfléchir et réfléchir par soi-même, maîtriser la langue française ; il est aussi empreint d’une évolution de la pensée pédagogique. Les réformes institutionnelles de 1881 permettent d’élaborer un congrès des directeurs et professeurs des écoles normales en avril 1882.

#### L’obtention du diplôme, les études
Pour que les femmes puissent accéder au titre de professeur de lycée, elles doivent obtenir une agrégation (arrêté du 31 janvier 1883), mais il existe un décalage avec le professorat des lycées de garçons. En effet, les hommes doivent obtenir le baccalauréat et la licence, comme ce fut institué dans l’université napoléonienne (au cours du Premier Empire). Les femmes doivent se présenter aux examens sans avoir eu les cours correspondants avant que toutes les facultés ne leur soient ouvertes. De plus, les hommes acquièrent le titre de professeur même s’ils ne sont pas agrégés ; les femmes, quant à elles-mêmes munies d’une licence ou du certificat d’aptitude, sont cantonnées au titre de « maîtresses » et cette appellation les rapproche des enseignantes et du personnel de surveillance.
Le pouvoir politique et l’administration n’envisagent pas d’établir une préparation au baccalauréat dans les lycées de filles, de même elles n’envisagent pas de rendre toutes les agrégations déjà existantes accessibles aux femmes. 
Les directrices sont, elles, obligées d’être secondées par une dame censeur seulement après 1945, alors que les proviseurs, eux, sont secondés par un censeur dès le XIXe. De plus, ces femmes doivent montrer un fort dévouement ainsi qu’une grande fermeté, en plus de leur rôle rassurant auprès des parents enclins à préférer un enseignement catholique.
L’agrégation pour un enseignement secondaire des jeunes filles est créée en 1883. Mais ce titre donné aux femmes donne lieu à des protestations, certains les considérant comme des éléments mauvais cherchant à s’approprier les armes du savoir et du pouvoir. Les premières femmes sont agrégées d’allemand et anglais en 1883 (la première agrégée de mathématiques l'est en 1885). Mais bien qu'ayant obtenu une agrégation masculine, elles sont en exercice dans les lycées de filles.
Dans ces mêmes années, les femmes ont des initiatives en faveur de cours préparant à l’enseignement supérieur au sein de la Sorbonne. Les universités participent entièrement au projet républicain. C’est en 1924 qu'il est permis aux filles l’accès à l’université par le baccalauréat unique ; ainsi, dès 1938, les institutrices représentent la moitié des maîtres du primaire ; tandis qu’à la Sorbonne, en lettres, la première femme professeur l'est en 1947 (Marie-Jeanne Durry).

### Coexistence des sexes dans l'enseignement

#### Coéducation dans le milieu scolaire
Après l’idée de laïcité, apparue en France au XVIIIe siècle, un corps d’enseignantes se constitue progressivement au XIXe siècle. Depuis la Révolution française, on[précision nécessaire] affirme le droit à l’instruction pour les femmes.

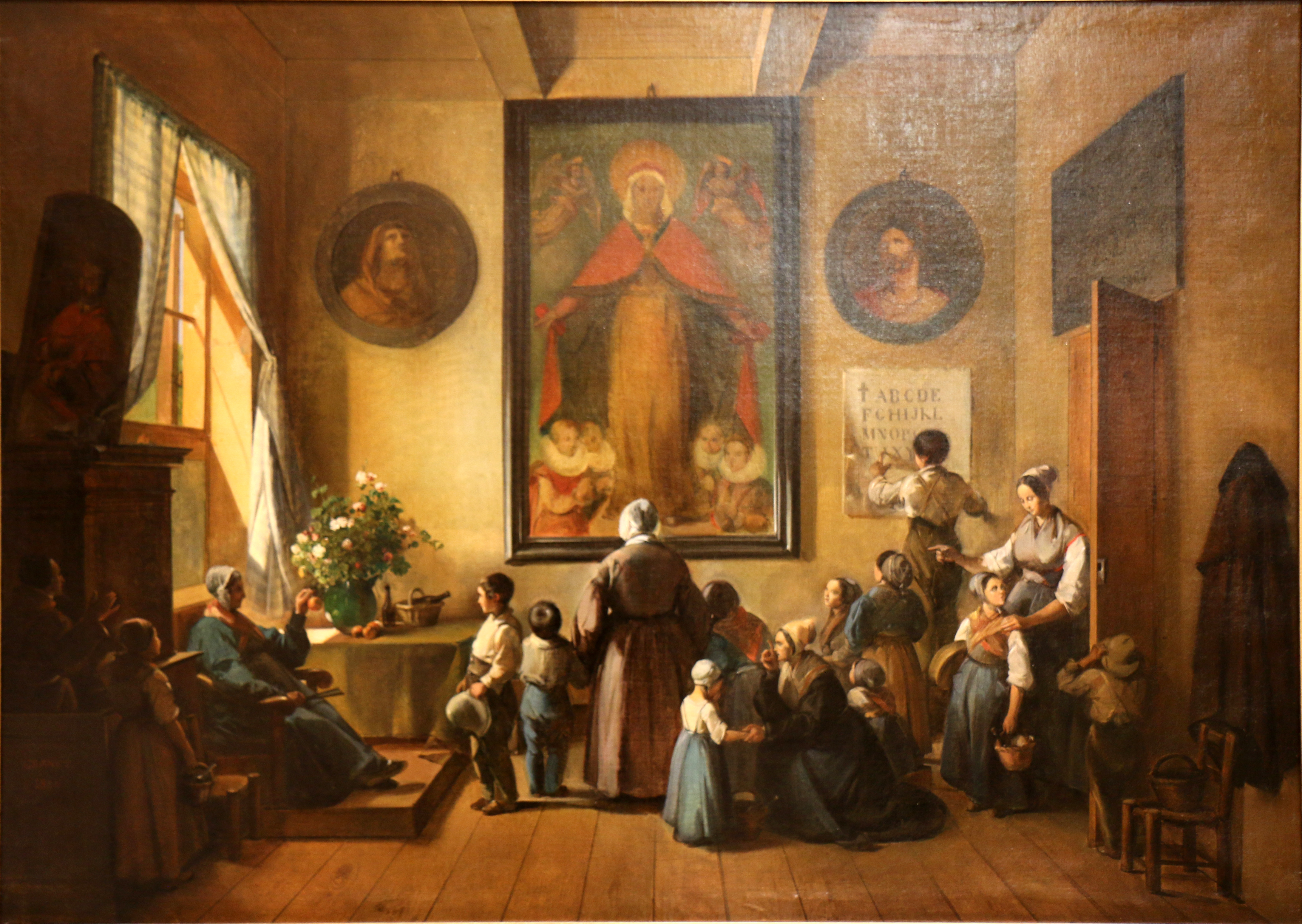
Intérieur d'une salle d'asile, peinture par François Marius Granet, 1844.

À la suite de la loi Guizot de 1833, deux facteurs vont alors mettre en scène les institutrices laïques :
- Le premier étant l’apparition des salles d’asile (qui deviendront plus tard les écoles maternelles). Il s’ensuit la création d’un vrai corps d’institutrices, directrices et inspectrices (la plus notable est Marie Pape-Carpantier, directrice de salle d’asile à La Flèche et au Mans) ;
- Le deuxième facteur est la Révolution française de 1848 et la proclamation de la Deuxième République.

En 1849, un maître d’école lance un appel à ses collègues pour réformer l’enseignement. “L’Association fraternelle des instituteurs, institutrices et des professeurs socialistes” établit un programme d’enseignement, reprenant certaines idées de Condorcet. La déclaration de principe proclame l’égalité parfaite de l’homme et de la femme, l’unité du genre humain et l’adhésion à la République. En 1848, une protestante, Élisa Lemonnier, en voulant donner une formation aux ouvrières des Ateliers Nationaux jette la base d’un enseignement professionnel féminin laïque. Avec l’avènement du Second Empire commence la répression des enseignants, obligés de prêter serment[précision nécessaire].
En 1866, Jean Macé fonde la Ligue de l’enseignement qui œuvre pour un enseignement laïque. Malgré la répression, les femmes sont présentes dans les réunions publiques parisiennes à partir de juillet 1868. La Troisième République proclamée, Jules Ferry est élu maire de Paris le 15 novembre 1870. Il réunit une Commission mixte de l’enseignement chargée d’examiner les questions de la réforme de l’instruction primaire. Clarisse Coignet-Gauthier, rapporteur à la « commission des dames », où siègent, entre autres, la première bachelière ès lettres et la première bachelière ès sciences, ne prononce pas le mot laïc mais demande un enseignement gratuit et obligatoire pour les filles comme pour les garçons. En 1871, pendant les deux mois que dure la Commune de Paris, une autre commission de l'enseignement travaille également sur la gratuité et la laïcité.
Le Bureau international des Écoles Nouvelles (BIEN) est fondé en 1899 par le pédagogue suisse Adolphe Ferrière. En 1992, le BIEN établit les conditions d'accès au titre d'école nouvelle.
En 1921 est créée la Ligue internationale pour l'éducation nouvelle.

#### Mixité du corps enseignant
La coéducation devient un enjeu militant pour les féministes. Dès 1893, les groupes féministes se fédèrent.
Le pédagogue Paul Robin (directeur de l’orphelinat de Cempuis) demande au Congrès international de l’enseignement primaire en 1889 qu’un enseignement mixte sans aucune discrimination entre enseignants et enseignantes soit fait. Le Congrès féministe international de Paris en 1896 est celui de la coéducation. Le débat est relancé par la journaliste et féministe Marguerite Durand en 1897 lorsqu’elle fonde le journal La Fronde, qui deviendra en 1905 le supplément du journal anticlérical L’Action. Ces journaux critiquent l’enseignement secondaire et défendent l’enseignement primaire laïc et continuent à défendre la coéducation.
Les classes moyennes salariées, les artisans et petits commerçants représentent l’origine sociale de la plupart des « sévriennes » (première école normale supérieure pour jeunes filles, située rue de Sèvres à Paris). Les jeunes hommes de l’École normale supérieure d’Ulm ne convoitent pas les postes de l’enseignement secondaire, ils recherchent les postes les plus élevés. En 1905, un tiers des « normaliens » (élèves d'écoles normales) en lettres et 30 % des scientifiques occupent un poste en faculté. Ce n’est qu’en 1934 qu’une enseignante tiendra une chaire en faculté.

## Formation des femmes dans l’instruction publique

### Une avancée permise par la législation
- 1791 : Olympe de Gouges proclame la Déclaration des droits de la femme et de la citoyenne au droit de cité.
- 1836 : L’ordonnance du 23 juin organise l’enseignement primaire pour les filles.
- 1838 : première école normale d’institutrices.
- 1849 : Refusant le suffrage universel exclusivement masculin, Jeanne Deroin réclame le droit de vote pour les femmes et se présente aux élections législatives.
- 1850 : Loi Falloux créant une école de filles dans toute commune de plus de 800 habitants.
- 1855 : premier collège d’enseignement libre féminin.
- 1861 : Julie-Victoire Daubié est la première femme à se présenter au baccalauréat, elle sera la première licenciée ès lettres en 1871.
- 1862 : Élisa Lemonnier fonde la première école publique laïque d’enseignement professionnel féminin.
- 15 avril 1867 : Loi Duruy organisant l’enseignement primaire féminin.
- 1874 : interdiction de travail dans les mines pour les enfants et création des écoles publiques.
- 1876 : Hubertine Auclert, journaliste et première suffragette, fonde l’association " Le droit des femmes " et se bat pour l’égalité politique.
- 21 décembre 1880 : Loi Camille Sée organisant l’enseignement secondaire pour jeunes filles.
- 1881 : création de l’école normale supérieure de jeunes filles de Sèvres pour former les professeurs de sexe féminin.
- De 1881 au 28 mars 1882 : Lois Jules Ferry L’instruction primaire est obligatoire pour les enfants des deux sexes de six ans révolus à treize ans révolus et organise un enseignement laïque.
- 1885 : premières institutrices laïques.
- 1889 : loi fonctionnarisant les instituteurs et les institutrices.
- 1900 : la loi du 1er décembre ouvre le barreau aux femmes et Jeanne Chauvin devient la première avocate.
- 1909 : loi instituant un congé de maternité de huit semaines, sans rupture de contrat de travail mais sans traitement (rémunération d'un fonctionnaire).
- 1910 : les institutrices obtiennent le maintien du traitement lors d'un congé de maternité.
- 1924 : les programmes de l’enseignement secondaire ainsi que le baccalauréat deviennent identiques pour les filles et les garçons (décret du 25 mars).
- 1937 : les femmes sont autorisées à enseigner le latin, le grec ancien et la philosophie.
- 1938 : loi du 18 février : suppression de l’incapacité civile ; les femmes peuvent s’inscrire à l’université sans l’autorisation de leur mari.
- 1940 : le régime de Vichy interdit l’emploi des femmes mariées dans l’administration, mesure abrogée en 1942 sous la pression de l'effort de guerre.
- 1944 : par ordonnance du 21 avril, signée du général de Gaulle, « les femmes sont électrices et éligibles dans les mêmes conditions que les hommes ».
- 1946 : arrêté du 30 juillet supprimant la notion de « salaire féminin » garantissant l’égalité des hommes et des femmes comme la Constitution française le stipule.
- 1959 : l’école des Ponts et Chaussées est ouverte aux filles.
- 1965 : la loi du 13 juillet modifie le régime légal du mariage du couple se mariant sans contrat, cela permet aux femmes d’exercer une activité professionnelle sans le consentement de leur mari.
- 1972 : l’école polytechnique devient mixte ; huit femmes sont reçues et l’une d’entre elles sort major de sa promotion (Anne Chopinet).
- 1975 : la loi Haby et ses décrets d’application organisent l’obligation de mixité dans tous les établissements publics.
- 1983 : la loi Roudy du 13 juillet établit l’égalité professionnelle entre les hommes et les femmes.

Et, plus récemment :
- 1992 : la loi du 2 novembre définit l’abus d’autorité en matière de harcèlement sexuel dans les relations de travail.
- 2000 : 25 février : une convention interministérielle est signée entre les ministères de l’emploi et de la solidarité, de l’éducation nationale, de l’agriculture et de la pêche, de la recherche et de la technologie et avec le secrétariat d’état aux droits des femmes et à la formation professionnelle afin qu’une politique d’égalité des chances entre les filles et les garçons, les hommes et les femmes dans le système éducatif soit mise en place.
- 2001 : adoption de la loi Génisson sur l’égalité professionnelle entre les femmes et les hommes. Cette loi actualise et renforce la loi de 1983 en définissant les axes de sa mise en œuvre.
- 2001 : 6 novembre : loi relative à la lutte contre les discriminations à l’emploi.
- 2002 :
  - 1er janvier : apparition du congé de paternité.
  - 17 janvier : loi de modernisation sociale abordant le thème de la lutte contre le harcèlement moral au travail.

## Les enseignantes dans la vie privée et professionnelle avant le milieu duXXesiècle

### Carrière ou vie privée
Les femmes devenues professeurs d’école normale primaire ou chefs d’établissement (collège, lycée) sont plutôt des enfants d’instituteurs. Mais ce sont aussi des jeunes filles se déplaçant de la campagne vers la ville ou résidant en ville et dans des petites agglomérations qui composent le corps enseignant féminin. De plus, c’est par le sacrifice de leur entourage que ces jeunes filles réussissent à continuer leurs études. En effet, le soutien des parents et la motivation apportée par la fratrie permet à ces étudiantes de s’engager dans des écoles d’enseignement public.
Les femmes s’engagent dans une carrière les menant en ville par envie de liberté et par nécessité. Elles revendiquent le droit de se gouverner elles-mêmes sans subir de contrôle extérieur. Et la plupart des femmes professeurs ne se marient pas, le célibat reste un trait distinctif des enseignantes du secondaire car ces femmes cherchent l’autonomie et la liberté intellectuelle. Se marier et fonder une famille signifie alors arrêter sa profession pour s’occuper de sa famille. Et si elles choisissent de se marier tardivement, on a pu remarquer que le taux de divorce augmente en même temps que leur émancipation.
L’un des premiers problèmes rencontré est la surprotection des familles. Même si les femmes acquièrent une indépendance financière, les familles continuent d’être à la fois un moteur dans leur projet d’émancipation mais également un frein vers leur prise de liberté totale.
Au début des années 1930, le célibat de ces femmes témoigne d’un phénomène social, d’un changement de rapport entre les sexes dans les couches sociales moyennes et favorisés.
La famille encourage les jeunes filles à s’impliquer dans leur travail scolaire et généralement n’approuve pas vraiment la décision des jeunes femmes de louer une chambre chez l’habitant ou de vivre en colocation avec des amies. Les étudiantes normaliennes de l'ENSJF de Sèvres sont accueillies par « des compagnes » de Sèvres ; elles organisent des réseaux de solidarité leur permettant un soutien moral.
Les jeunes filles qui ne se marient pas ne souhaitent pas vivre chez leurs parents une fois leurs études finies, malgré le confort et le soutien financier.
Pour que les enseignantes se marient, il leur faut rencontrer un collègue ou un homme fréquentant les mêmes lieux qu’elles. Quant aux femmes mariées, elles ne font aucune concession vis-à-vis du maintien de leur vie professionnelle. Elles travaillent à plein temps et s’organisent pour élever leurs enfants ; elles peuvent pour cela employer du personnel de maison et faire venir leurs enfants au sein de l’école pour les allaiter, par exemple.

### Les conditions de travail
Si l’on fait un bilan des conditions auxquelles se voient confrontées les jeunes enseignantes, on ne peut que remarquer qu’elles n’ont pas été formées à « l’après école » dans les relations avec le corps des supérieurs hiérarchiques et avec les parents des élèves. Les jeunes femmes qui arrivent seules dans une ville de province ont du mal à trouver un logement et n’ont pas un excellent accueil à leur arrivée ; de plus, leurs libertés de se déplacer et de s’habiller se trouvent dirigées par l’opinion qui souhaite une image "lisse et respectable" ; mais, en même temps, les inspecteurs réclament de l’originalité et de la fermeté. Les jeunes filles timides, modestes et avec trop peu de personnalité se trouvent donc confrontées à un gros problème d’insertion.
De plus, la charge de travail des professeurs féminins est en total paradoxe avec la volonté du ministère de l’enseignement qui souhaite alléger le programme d’études afin de respecter « la nature fragile des jeunes femmes » car la réduction de la durée des cours entraîne une multiplication des classes confiées à chaque professeur et augmente également le temps de correction des copies.
Ensuite, lorsqu’elles souhaitent préparer un concours une fois l’agrégation obtenue, elles ne trouvent pas le temps de le préparer, surtout que le reste du temps qui leur est imparti se voit diminué par les obligations familiales. Si l’on prend en compte leur volonté de garder leur emploi dans l’instruction et de la concilier avec leur vie de femme mariée et de mère de famille, on comprend quel soulagement cela a été pour elles lorsque sont institués le travail à temps partiel puis les congés parentaux.

## Documents
« C’est Antoine Caritat, marquis de Condorcet, qui a permis au mouvement féministe de trouver dès 1787 son avocat le plus convaincant mais aussi le plus décevant. Celui-ci proclame :
- "Je crois que la loi ne devrait exclure les femmes d'aucune place. […] Songez qu'il s'agit des droits de la moitié du genre humain".

C'est que le marquis de Condorcet est fils unique et orphelin de père, et a été élevé et couvé par une mère aimante et exclusive. En 1789, il trouve une spécialité dans l'éducation dont il sera à la Convention l'avocat visionnaire. Il dit ainsi :
- " Ce n'est pas la nature, c'est l'éducation, c'est l'existence sociale qui cause cette différence [...] il est donc injuste d'alléguer, pour continuer de refuser aux femmes la jouissance de leurs droits naturels, des motifs qui n'ont une sorte de réalité que parce qu'elles ne jouissent pas de ces droits ".

Condorcet ouvre la voie aux féministes du XIXe siècle qui centreront leur lutte sur l'accession des filles à l'instruction. Parallèlement à son combat pour l'instruction des femmes, Condorcet met l'accent sur leurs droits politiques. Les femmes doivent voter car aucune caractéristique naturelle ne peut constituer une contre-indication. »

## Divers

### Chronologie
- 1622 Marie de Gournay (nièce de Montaigne) publie le traité de l’Égalité des hommes et des femmes.
- 1673-1674 François Poullain de La Barre, De l’Égalité des sexes et de l’Éducation des dames.
- 1790 Condorcet, Sur l’admission des femmes au droit de cité. La même année, en Angleterre, Mary Wollstonecraft publie sa Revendication des droits de la femme.
- 1872 Victor Hugo réclame l’égalité des sexes.
- 1873 Déportation à Cayenne de la communarde Louise Michel.
- 1878 premier Congrès international du droit des femmes à Paris, mais la question des droits civiques est exclue.
- 1882 Léon Richer crée le journal féministe Le droit des femmes ; en 1869, il fonde la Ligue française pour le droit des femmes.
- 1888 création à Washington du Conseil international des femmes, d’où naîtra le Conseil national des femmes françaises.
- 1897 Marguerite Durand fonde le journal féministe La Fronde, entièrement fait et même imprimé par des femmes.
- 1898 Jean Jaurès se déclare favorable au suffrage féminin. Création de la Ligue des droits de l’homme, qui adhère immédiatement au mouvement féministe.
- 1909 fondation de l’union française pour le suffrage des femmes.
- 1914 la Première Guerre mondiale fait entrer les femmes massivement dans l’industrie et dans les syndicats.
- 1935 Louise Weiss et 48 manifestantes s’enchaînent au pied de la Bastille, à Paris, pour réclamer l’égalité des droits.
- 1936 Irène Joliot-Curie, Cécile Brunschvicg, Suzanne Lacore sont nommées sous-secrétaires d’État dans le gouvernement de Léon Blum.
- 1940[réf. nécessaire] Simone de Beauvoir publie Le Deuxième Sexe.
- 1966 interdiction de licencier une femme enceinte ou en congé de maternité.
- 1980 Marguerite Yourcenar est la première académicienne.